# Поуп, Дэвин
Дэвин Поуп — профессор Чикагского университета, автор множества исследований в области поведенческой экономики.

## Биография
Дэвин Поуп родился 12 декабря 1979 года. В 2002 году получил степень бакалавра экономики в университете Бригама Янга.
В 2007 году получил степень доктора философии по экономике в Калифорнийском университете в Беркли. С июля 2007 года по июнь 2010 являлся доцентом кафедры оперативного и информационного менеджмента в Уортонской школе Пенсильванского университета. С июля 2010 года по июль 2012 работал в должности доцента на кафедре поведенческих наук факультета Роберта Кинга Стила Чикагского университета. С 2012 вплоть до 2017 года занимал должность адъюнкт-профессора, с 2017 года по настоящее время является профессором поведенческих наук Чикагского университета. С 2011 года состоит в должности научного сотрудника факультета трудовых исследований в Национальном бюро экономических исследований. Дэвин Поуп работает в основном со статистическими данными, полученными на основе наблюдений, изучает, как психологические предубеждения проявляются в полевых условиях и на экономических рынках.
С января 2012 по январь 2018 года работал заместителем редактора в журнале Management Science. В 2010 году был заместителем редактора при подготовке специального выпуска журнала Journal of Marketing Research. C 2013 года по настоящее время работает заместителем редактора в изданиях Journal of the European Economic Association, Behavioral Science & Policy.
Владеет португальским языком. Женат на Линде Поуп, воспитывают 4 детей: Лорен, Адель, Элоиза и Мэрилин.

## Научная деятельность
Совместно с Морисом Швейцером провел исследование по поведенческим стратегиям, связанным с избранием потерь. Впоследствии результаты исследования были использованы Даниэлем Канеманом в книге «Думай медленно...решай быстро». Автор исследования 2012 года, в результате которого была выявлена закономерность, по которой люди больше внимания обращают на цифры, которые расположены «слева», а не «справа» при совершении покупок (поэтому цифра «слева» всегда должна быть меньше, чем цифра «справа»). В соавторстве со Стефано Деллавинья, Ури Симонсоном, Морисом Швейцером, Джастином Волферсом опубликовал (и продолжает опубликовывать) множество исследований, посвященных различным вопросам поведенческой экономики. Антонио Вайсс использовал при написании книги «101 Business Ideas That Will Change the Way You Work: Turning Clever Thinking Into Smart Advice» результаты исследований Дэвида Поупа о том, что люди/группы/команды, имея немного более низкие результаты, обладают при этом большей мотивацией, которая зачастую приводит их к успеху. Индекс Хирша (h-индекс) у Дэвида Поупа равен 29, а количество цитирований его статей в 2020 году стало 855 (всего на его статьи ссылались более 4 тысяч раз).

## Статьи
- DellaVigna, Stefano, Devin Pope и Eva Vivalt «Предсказать науку, чтобы улучшить науку» Forthcoming Science.
- DellaVigna, Stefano и Devin Pope «Predicting Experimental Results: Who Knows What?» Journal of Political Economy (2018), 126(6), 2410—2456.
- Pope, Devin, Joseph Price b Justin Wolfers «Осведомленность Снижает Расовые Предубеждения», Management Science (2018), 64(11), 4988-4995.
- Hirshman, Samuel, Devin Pope и Jihong Song «Mental Budgeting vs. Relative Thinking», American Economic Association Papers and Proceedings (2018), 108, 148—152.
- DellaVigna, Stefano и Devin Pope «Что Мотивирует Усилия? Доказательство на основе фактических данных и экспертных прогнозов», Review of Economics Studies (2018), 85(2), 1029—1069.
- Allen, Eric, Patricia Dechow, Devin Pope и George Wu. «Референтно-зависимые предпочтения: доказательство на примере марафонцев» Management Science (2017), 63(6), 1657—1672.
- Keys, Benjamin, Devin Pope и Jaren Pope «Неспособность рефинансировать» Journal of Financial Economics (2016), 122(3), 482—499.
- Lacetera, Nicola, Bradley Larsen, Devin Pope и Justin Sydnor «Участники торгов или маркет-мейкеры? Влияние аукционистов на результаты аукциона» American Economic Journal: Microeconomics (2016), 8(4), 195—229.
- Pope, Devin «Exploring Psychology in the Field: Steps and Examples from the Used-Car Market» Topics in Cognitive Science (2016), 8, 660—669.
- Pope, Devin и Justin Sydnor «Поведенческая экономика: экономика как психологическая дисциплина» Handbook of Judgment and Decision Making (2015).
- Pope, Devin, Jaren Pope и Justin Sydnor «Координационные центры и переговоры на рынке жилья» Games and Economic Behavior (2015), 93(C), 89-107.
- Fillmore, Ian и Devin Pope «Влияние времени и когнитивных заданий на успеваемость: доказательство на данных результатов экзаменов на повышение квалификации» Economics of Education Review (2015), 48, 30- 40.
- Busse, Meghan, Devin Pope, Jaren Pope и Jorge Silva-Risso «Психологическое влияние погоды на покупку автомобилей» Quarterly Journal of Economics (2015), 130(1): 371—414.
- Pope, Devin и Jaren Pope «Когда Walmart приезжает в город: всегда ли низкие цены на жилье? Всегда?» Journal of Urban Economics (2015), 87, 1-13.
- Kroft, Kory и Devin Pope «Вытесняет ли онлайн-поиск традиционный поиск и повышает ли эффективность сопоставления? Доказательства из Craigslist» Journal of Labor Economics (2014), 32(2), 259—303.
- Pope, Devin и Jaren Pope "Принятие Решений О Приеме В Колледж: Почему Спортивный Успех Колледжа Имеет Значение, " Journal of Sports Economics (2014), 15(2), 107—131.
- Busse, Meghan, Nicola Lacetera, Devin Pope, Jorge Silva-Risso и Justin Sydnor «Оценка эффекта заметности на оптовом и розничном рынке автомобилей» American Economic Review Papers и Proceedings (2013), 103(3), 570-74.
- Lacetera, Nicola, Devin Pope, and Justin Sydnor «Эвристическое мышление и ограниченное внимание на автомобильном рынке» American Economic Review (2012), 102(5), 2206-36.
- Small, Deborah, Devin Pope и Michael Norton «Возрастное наказание в расовых предпочтениях» Social Psychological and Personality Science (2012), 3, 730-37.
- Pope, Devin и Jaren Pope "Преступность и ценность собственности: свидетельства падения преступности 1990-х годов, " Regional Science and Urban Economics (2012), 42, 177—188.
- Pope, Devin и Justin Sydnor "Implementing Anti-Discrimination Policies in Statistical Profiling Models, " American Economic Journal: Economic Policy (2011), 3(3), 206—231.
- Pope, Devin и Uri Simonsohn «Круглые цифры, как цели: доказательство на примере бейсбола, SAT-тестов и данных лабораторных исследований» Psychological Science (2011), 22(1), 71-79.
- Pope, Devin и Maurice Schweitzer "Is Tiger Woods Loss Averse? Persistent Bias in the Face of Experience, Competition, and High Stakes, " American Economic Review (2011), 101(1), 129—157.
- Pope, Devin и Justin Sydnor "Что изображено на картинке? Доказательство дискриминации со стороны Prosper.com, " Journal of Human Resources (2011), 46(1), 53-92.
- Berger, Jonah и Devin Pope «Может ли проигрыш привести к победе» Management Science (2011), 57(5), 817—827.
- Pope, Devin и Justin Sydnor «Новый взгляд на стереотипные гендерные различия на основании результатов тестирования» Journal of Economic Perspectives (2010), 24(2), 95-108.
- Pope, Devin "Реакция на рейтинги: данные из «лучших больниц Америки» Journal of Health Economics (2009), 28(6), 1154—1165.
- Pope, Devin и Jaren Pope «Влияние спортивных успехов колледжа на количество и качество заявок студентов» Southern Economic Journal (2009), 75(3), 750—780.
- Pope, Devin «Преимущества владения 2 языками: доказательство на примере мормонских миссионеров» Economics of Education Review (2008), 27(2), 234—242.
- Croson, Rachel, Peter Fishman и Devin Pope «Суперзвезды покера: мастерство или удача?» CHANCE (2008), 21(4), 25-28.

## Текущие исследования
- Совместно с Chen, Keith «Географическая мобильность в Америке: данные на основе сотовых телефонов».
- Совместно с Chen, Keith, Kareem Haggag, Devin Pope и Ryne Rohla «Расовые различия во времени ожидания голосования: на основе данных, полученных с помощью смартфонов».
- Obermeyer, Ziad и Pope «Погода для тестирования: влияние температуры окружающей среды на лабораторные результаты в Национальной выборке из 215 миллионов тестов на 4,9 миллионов пациентов».
- Meier, Armando, Ziad Obermeyer, Devin Pope и Kevin Volpp «Медицинские рекомендации и поведение врача».
- Bohren, Aislinn, Kareem Haggag, Alex Imas и Devin Pope. «Недостоверность статистической дискриминации» DellaVigna, Stefano, Pope «Стабильность экспериментальных результатов: прогнозы и доказательства».

## Участие в конференциях
- 2011—2012 гг. :Behavioral Economics Annual Meeting, Chicago (Booth and Harris), Cornell (Economics), George Mason (ICES), Harvard Business School (NOM), Northwestern
- 2012—2013 гг. :Berkeley (Haas), Boston University (Business), Chicago (Booth), Kentucky (Economics), NBER Summer Institute (Labor Studies), Simon Fraser (Economics), Stanford (Marketing), The Wharton School (Decision Processes),
- 2013—2014 гг. :Behavioral Economics Annual Meeting, Berkeley (Economics), Cornell (Cognitive Psychology and Economics), JDM Winter Symposium, RAND, Munich Natural Experiments Conference, Society for Experimental Social Psychology (SESP) Conference
- 2014—2015 гг. :Carnegie Mellon, Central European University, Chicago (Booth, Med School), Clemson (Economics), JDM Winter Symposium, UCLA (Anderson), UPenn (LDI Health Conference)
- 2015—2016 гг. :Bonn (Economics), Brandeis (Economics), Harvard (Economics), JDM Winter Symposium, JDM Preconference (SPSP), Society for the Study of Motivation (APS), UPenn (LDI Health Conference), University of Southern California (ESR Center)
- 2016—2017 гг. :Behavioral Economics Annual Meeting, JDM Winter Symposium, Outcomes Research Health Workshop, Toronto (Rotman), UPenn (Wharton), University of Santiago (economics), Yale (Economics)
- 2017—2018 гг, :ASSA Meetings, Chicago (Booth), Harvard (HBS-NOM), JDM Winter Symposium, Stanford (Economics), Sussex University (Economics), UC Los Angeles (Anderson), University of Melbourne (Economics), UC San Diego (Rady), University of Essex (Economics), University of Sydney (ABC Workshop), University of Virginia (Economics),
- 2018—2019 гг. :Berkeley Forecasting Conference, Federal Reserve Board, Iowa State University (Economics), University of Michigan (Social, Behavioral, and Experimental Economics), University of Indiana (Kelley), Marquette University (Marburg Lecture), University of Ottawa (Economics), Purdue University (Economics), WFI Ingolstadt